# Brachyseps frontoparietalis
Brachyseps frontoparietalis — вид сцинкоподібних ящірок родини сцинкових (Scincidae). Ендемік Мадагаскару.

## Поширення і екологія
Brachyseps frontoparietalis мешкають на сході острова Мадагаскар. Вони живуть у вологих тропічних лісах, серед повалених дерев та під камінням на берегах струмків.